# 底哈都 (卑謬)
底哈都（發音：[θìha̰θù]），旧译梯訶都，是緬甸蒲甘王朝國王那臘底哈勃德的兒子，在1275年至1288年間任卑謬總督。
那臘底哈勃德為王子們分配食物時，常以豬的後蹄賜予底哈都。底哈都的生母認為這是侮辱，私下命廚師改分前蹄給底哈都。後來那臘底哈勃德知曉了此事，常稱梯訶都為「竊蹄之子」，底哈都因此心懷不滿。
元緬戰爭後期，那臘底哈勃德南逃，底哈都時任卑謬總督。在那臘底哈勃德乘舟北返途中，底哈都率兵攔截了御舟，強迫那臘底哈勃德進食毒膳。
那臘底哈勃德死後，底哈都前往勃生，將臥病在床的兄長烏沙那擊殺分屍。底哈都隨後率軍攻打鎮守达拉的觉苏瓦，被憍苴擊退。底哈都轉而攻擊勃固守將多羅跋，多羅跋佇立城頭辱罵底哈都，底哈都張弓欲射，意外傷及自身而死。